# Гумбольдтская высота

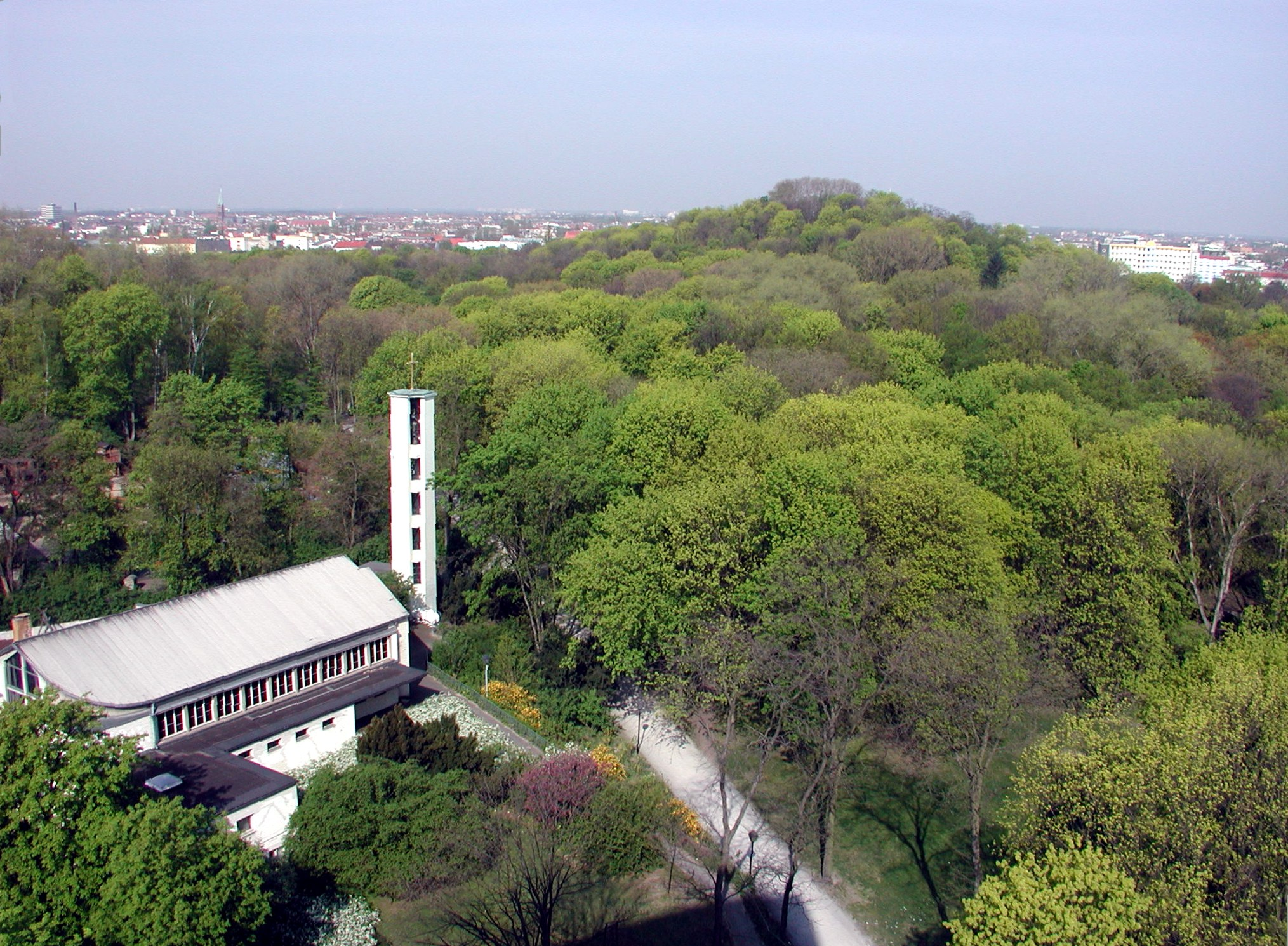
Гумбольдтская высота. Вид с Густав-Майер-аллее. На первом плане — Вознесенская церковь

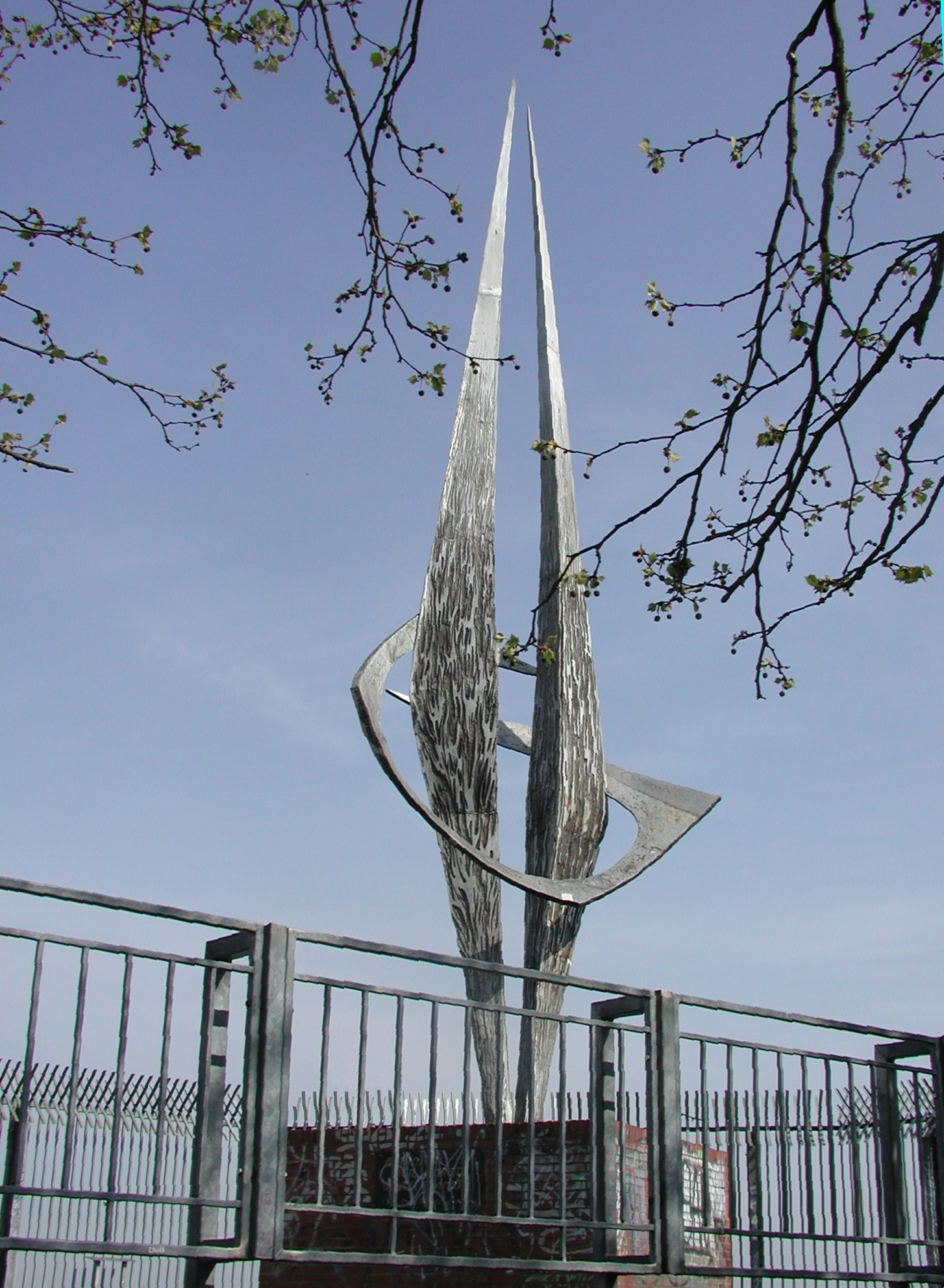
Мемориал единству Германии

Гу́мбольдтская высота (Гу́мбольдтхёэ, нем. Humboldthöhe) — насыпная гора высотой 85 м в Народном парке Гумбольдтхайн в Берлине. Появилась после Второй мировой войны на месте полуразрушенного противовоздушного бункера.
В 1941—1942 годах по решению командования вермахта в Народном парке Гумбольдтхайн были возведены две зенитные башни. Меньшая из них предназначалась для размещения командования и управления, с большей, оснащённой четырьмя зенитными орудиями, предполагалось вести противовоздушную оборону. В первые послевоенные годы башням нашлось применение в качестве складских помещений, для размещения лабораторий, пошивочных мастерских. Затем союзническими властями было принято соглашение о сносе всех бункеров в Берлине. Подрыв зенитных башен в Гумбольдтхайне производили французские специалисты. Меньший бункер был разрушен 14 декабря 1947 года, засыпанный строительным мусором и землёй, он превратился в современную гору Родельберг. Больший бункер дважды подрывали в марте 1948 года, две южные зенитные площадки разрушились, но две северные, располагавшиеся вплотную к железной дороге, по соображениям безопасности было решено сохранить, чтобы не нанести ущерб путям Берлинской кольцевой железной дороги.
Благоустройство руин бункера и прилегающей территории производилось по проекту архитектора Гюнтера Рикка, привлёкшего к строительству несколько небольших предприятий. Руины бункера в Гумбольдтхайне к 1951 году засыпали строительным мусором. Внешняя северо-западная стена бункера сохранилась и с 1980-х годов служит скалодромом в управлении Немецкого альпийского союза. Искусственную гору засыпали грунтом, на котором высадили саженцы деревьев. Название возвышенности выбирали из 980 предложений общественности. Гумбольдтская высота была сдана в эксплуатацию как объект отдыха 13 сентября 1952 года. Позднее на одной из зенитных башен был установлен скульптурный «Мемориал единству Германии», торжественная церемония открытия которого состоялась в шестую годовщину возведения Берлинской стены. К вершине Гумбольдтской высоты ведут две пешеходные дорожки. Организация берлинских диггеров проводит экскурсии внутри зенитного бункера.